# Hugo Verlomme
Hugo Verlomme, est un écrivain français spécialiste de la mer.
Il fait partie des rares écrivains parlant des vagues, du surf et bodysurf.

## Biographie
D’abord journaliste dans les années 1970 (Combat, Le Quotidien de Paris, Les Nouvelles Littéraires, etc.), Hugo Verlomme devient écrivain très jeune et fait publier Détour, récit de voyage, puis Cowabunga ! Premier livre français sur le surf en 1976. Il connaît le succès avec un livre fantastique, Mermere (Prix Fiction 1978)[réf. nécessaire].
Sa passion pour l’océan le pousse à voyager par voie de mer. Pionnier des voyages en cargo. Il a publié 7 éditions du Guide des voyages en Cargo (seul livre sur le sujet). Très impliqué dans la défense des océans, il a créé une association de défense des cétacés(Réseau-Cétacés).
Hugo Verlomme a écrit une trentaine de livres, la plupart consacrés à l’océan. Également écrivain jeunesse, certains de ses romans sont étudiés dans les collèges, comme L’homme des vagues. L’auteur se rend souvent en milieu scolaire pour y parler du futur de l’océan, de surf et d’écologie. Il donne des conférences sur ces thèmes et intervient dans les médias. Depuis quelques années, Hugo Verlomme travaille avec la ville de Capbreton pour faire connaître le « Gouf de Capbreton », un canyon sous-marin qui commence tout près de chez lui, devant les plages où il pratique le bodysurf.

## Œuvres

### Romans, nouvelles, récits, essais
- Surf Saga, Cowabunga ! Editions du Chëne, Paris 1976, 141 p.   (ISBN 2-85108-093-8), (BNF 34694113)
- Détour, Editions Le Dernier Terrain vague, Paris, 1977, 179 p.   (ISBN 2-86219-002-0), (BNF 34706526)
- Mermere, JC Lattès (prix Fiction), 1978, 1989
- Larima Baie (roman), JC Lattès, 1985
- Cent pages de vagues (anthologie), Pimentos, 2001
- Sables : Les Enfants perdus de Mermere (roman), JC Lattès, 2003
- L’eau est là (roman), JC Lattès, (Grand Prix de la Mer Adelf, Prix Corail du livre de mer, Antibes)  2005
- Coups de folie en mer : Histoires extraordinaires (essai) Arthaud, 2006
- La Guerre du pochon : Paradoxes pour un écocitoyen (essai) Éditions Yago, 2006 (en 2008 publié aussi en polonais par l'Union polonaise de la plasturgie,  (ISBN 978-83-927507-0-3))
- Les Sept couleurs de Monsieur Gris (roman), Éditions Yago, 2008
- Le Secret du capitaine Killian (roman), Gallimard-Jeunesse, 2009
- Le fantôme des plages (roman)
- Vagues, Mode d’Emploi, Éditions Pimientos. 2014
- 199 citations de surf, Éditions Pimientos. 2016
- Hossegor, The place to be, Éditions Pimientos. 2016
- Demain l'océan, Albin Michel, 2018
- Le gouf de Capbreton, Editions Arteaz Pimientos, 2022

### Guides
- Le Guide des voyages en cargo, JC Lattès, 1993, 1998, 2000
- Le Guide des voyages en cargos et ships, Les Équateurs, 2006
- Le Guide des voyages en cargo et autres navires, Les Équateurs 2011 (coauteur Marc-Antoine Bombail),

### Livres pour la jeunesse
- Le Manuel du jeune Robinson, (jeunesse, 4 vol.), Fleurus, 1992
- L’Homme des vagues, (roman), Gallimard Jeunesse, 1992 (Prix Versele, Pithiviers, Saint-Exupéry, Ville de Marseille)
- Les Indiens de la Ville Lumière, (roman), Gallimard Jeunesse, 1995
- Une vague pour Manu, Gallimard Jeunesse, 1998
- Le Secret du capitaine Killian, (roman), Gallimard-Jeunesse, 2009
- Samouraï Océan, t. 1 (roman), Gallimard Jeunesse. 2013

### Œuvres de collaboration
- Le dossier vert d'une drogue douce (Michka et Hugo Verlomme coauteur) Robert Laffont, Paris, 1978, 367 p.   (ISBN 978-2-221-00015-1), (BNF 34603770)
- Les Enfants du Capitaine Nemo, (avec Jacques Rougerie), Arthaud, 1986
- Fous de glisse, (coauteur Alexandre Hurel), Albin Michel, 1990
- La Chose - 10 raisons pour briser le tabou du caca, Michka (auteur) et Hugo Verlomme (collaborateur), Genève, Georg, 1993, 273 p.   (ISBN 978-2-8257-0471-4), (BNF 35679492)
- Le cannabis est-il une drogue ? Petite histoire du chanvre, Michka (auteur) et Hugo Verlomme (collaborateur), Genève, Georg, 1993, 273 p. ,  (ISBN 2-8257-0471-7)
- Le chanvre, renaissance du cannabis, Michka (auteur) et Hugo Verlomme (collaborateur), Genève, Georg, coll. « Terra magna », 1995, 169 p.  (ISBN 978-2-8257-0517-9), (BNF 35837550)
- Le Livre des dauphins et des baleines, (coauteur Brigitte Sifaoui), Albin Michel, 2001
- Bodysurf, aux origines du surf, (Hugo Verlomme et Laurent Masurel), Atlantica, Anglet, 2002, 316 p.   (ISBN 2-84394-492-9), (BNF 38887204)
- Passion bodysurf : Le corps et la vague, (coauteur Marc Muguet), Éditions Yago 2008
- Îles tragiques : Histoires terribles et magnifiques, (essai) (coauteur David König), Arthaud, 2009